# Samuel Wilks (médecin)
Pour les articles homonymes, voir Wilks et Samuel Wilks.
 (décembre 2016).
Sir Samuel Wilks, né le 2 juin 1824 à Camberwell (Londres) et mort le 8 novembre 1911 à Hampstead, 1er baronnet, est un médecin et biographe britannique.

## Sa jeunesse
Il est le second fils de Joseph Barber Wilks, caissier à la Maison des Indes Orientales. Il est élève d'Aldenham School  et de l'University College School puis entre en apprentissage chez Richard Prior, médecin à Newington.

## Sa carrière

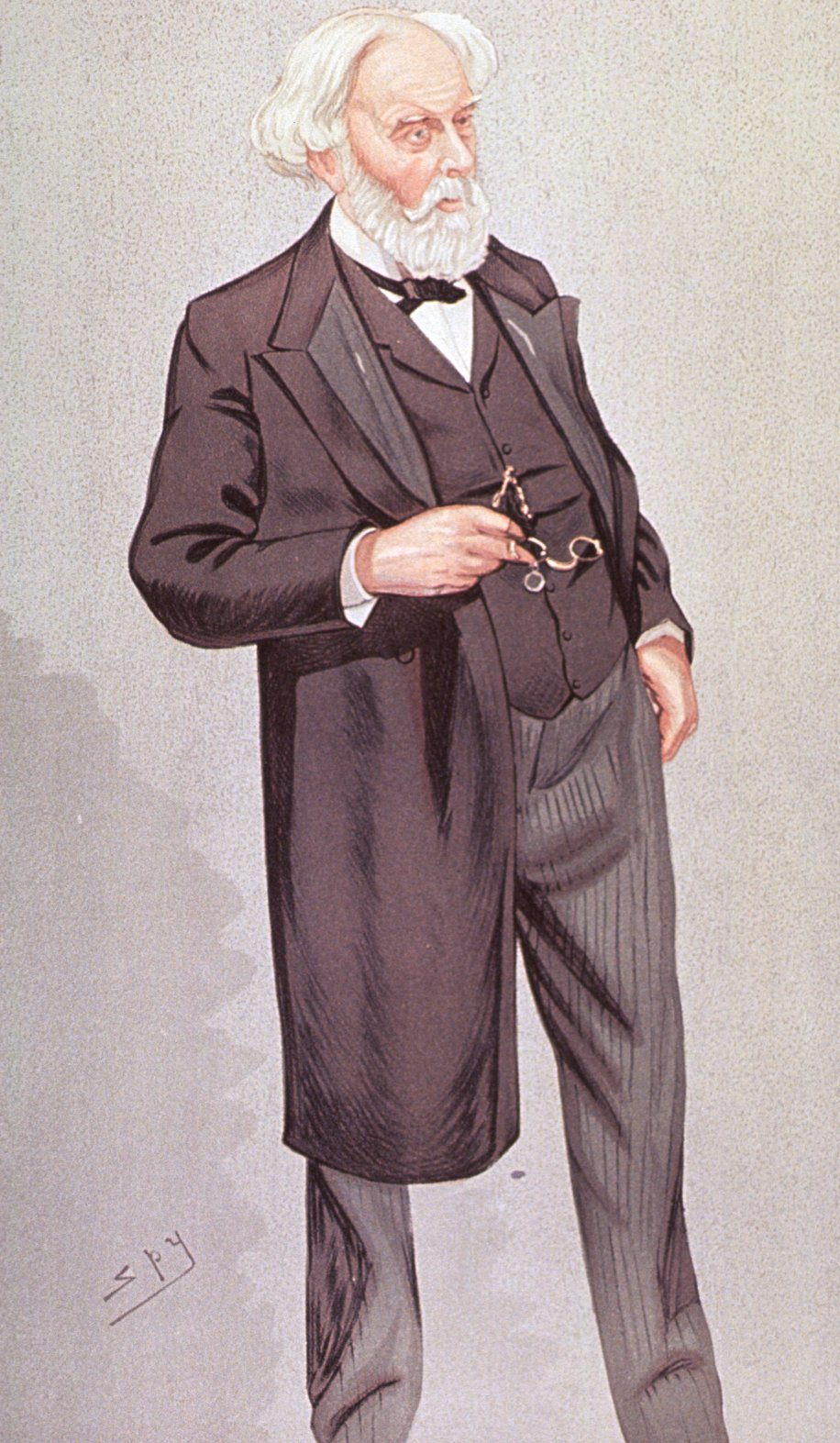
Caricature du Dr Samuel Wilks.

En 1842 il entre au Guy's Hospital pour y faire ses études de médecine. Ayant obtenu sa 
certification MB en 1848, il est employé comme médecin à la Surrey Infirmary (1853). En 1856 il est de retour au Guy's Hospital, d'abord comme médecin assistant et curateur de son musée (poste qu'il tiendra durant 9 ans), puis comme médecin et chargé de cours de médecine (1857). De 1866 à 1870 il est examinateur de pratique médicale à l'université de Londres et de  1868 à 1875 examinateur en médecine au Collège royal de chirurgie.

## Ses travaux

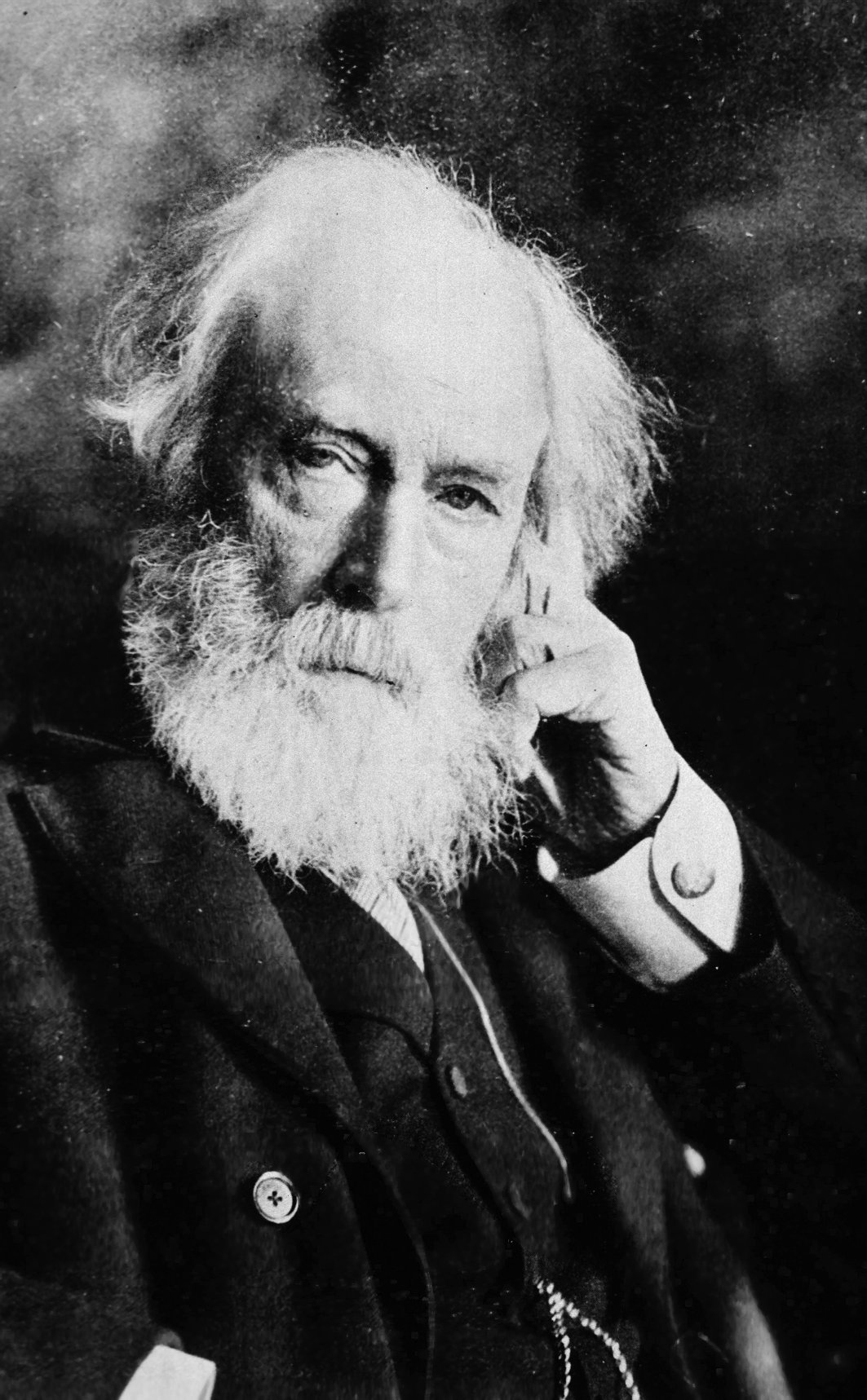
Portrait photographique de Sir Samuel Wilks (1824-1911)

Wilks identifie la colite ulcéreuse en 1859, en la distinguant de la dysenterie bactérienne. Ce travail sera plus tard confirmé en 1931 par Sir Arthur Hirst. Wilks effectue l'autopsie d'une femme de 42 ans décédée après quelques mois de diarrhée et de fièvre et met en évidence une inflammation ulcérante transmurale du côlon et de l'ileon terminal.

## Publications
- Lectures on Pathological Anatomy, 1869
- Lectures on the Specific Fevers and on Diseases of the Chest, 1874
- Lectures on Diseases of the Nervous System, 1878
- Lectures on Pathology Delivered at the London Hospital. J & A Churchill, London, 1891.
- A Biographical History of Guy's Hospital, 1892